# دیوید توماس (نوازنده)
دیوید توماس (انگلیسی: David Thomas؛ زادهٔ ۱۴ ژوئن ۱۹۵۳) یک موسیقی‌دان اهل ایالات متحده آمریکا است. وی از سال ۱۹۷۴ میلادی تاکنون مشغول فعالیت بوده‌است.